# Dunnellon
Dunnellon é uma cidade localizada no estado americano da Flórida, no condado de Marion. Foi incorporada em 1891.

## Geografia
De acordo com o United States Census Bureau, a cidade tem uma área de 16,8 km², onde 16,1 km² estão cobertos por terra e 0,7 km² por água.

### Localidades na vizinhança
O diagrama seguinte representa as localidades num raio de 24 km ao redor de Dunnellon. 

## Demografia
Segundo o censo nacional de 2010, a sua população é de 1 733 habitantes e sua densidade populacional é de 107,40 hab/km². Possui 1 164 residências, que resulta em uma densidade de 72,14 residências/km².